# Grand Prix automobile d'Italie 1976
Résultats du Grand Prix d'Italie de Formule 1 1976 qui a eu lieu sur le circuit de Monza le 12 septembre 1976.
Le Grand Prix est marqué par le retour de Niki Lauda dans la compétition, 42 jours après son grave accident sur le Nürburgring lors du Grand Prix d'Allemagne.

## Classement
| Pos  | N° | Pilote                   | Écurie             | Tours | Temps/Abandon          | Grille | Points |
| ---- | -- | ------------------------ | ------------------ | ----- | ---------------------- | ------ | ------ |
| 1    | 10 | Ronnie Peterson          | March-Ford         | 52    | 1 h 30 min 35 s 6      | 8      | 9      |
| 2    | 2  | Clay Regazzoni           | Ferrari            | 52    | + 2 s 3                | 9      | 6      |
| 3    | 26 | Jacques Laffite          | Ligier-Matra       | 52    | + 3 s 0                | 1      | 4      |
| 4    | 1  | Niki Lauda               | Ferrari            | 52    | + 19 s 4               | 5      | 3      |
| 5    | 3  | Jody Scheckter           | Tyrrell-Ford       | 52    | + 19 s 5               | 2      | 2      |
| 6    | 4  | Patrick Depailler        | Tyrrell-Ford       | 52    | + 35 s 7               | 4      | 1      |
| 7    | 9  | Vittorio Brambilla       | March-Ford         | 52    | + 43 s 9               | 16     |        |
| 8    | 16 | Tom Pryce                | Shadow-Ford        | 52    | + 52 s 9               | 15     |        |
| 9    | 35 | Carlos Reutemann         | Ferrari            | 52    | + 57 s 5               | 7      |        |
| 10   | 22 | Jacky Ickx               | Ensign-Ford        | 52    | + 1 min 12 s 4         | 10     |        |
| 11   | 28 | John Watson              | Penske-Ford        | 52    | + 1 min 42 s 2         | 29     |        |
| 12   | 19 | Alan Jones               | Surtees-Ford       | 51    | + 1 tour               | 18     |        |
| 13   | 6  | Gunnar Nilsson           | Lotus-Ford         | 51    | + 1 tour               | 12     |        |
| 14   | 18 | Brett Lunger             | Surtees-Ford       | 50    | + 2 tours              | 24     |        |
| 15   | 30 | Emerson Fittipaldi       | Copersucar-Ford    | 50    | + 2 tours              | 20     |        |
| 16   | 24 | Harald Ertl              | Hesketh-Ford       | 49    | Arbre de transmission  | 19     |        |
| 17   | 38 | Henri Pescarolo          | Surtees-Ford       | 49    | + 3 tours              | 22     |        |
| 18   | 37 | Alessandro Pesenti-Rossi | Tyrrell-Ford       | 49    | + 3 tours              | 21     |        |
| 19   | 17 | Jean-Pierre Jarier       | Shadow-Ford        | 47    | + 5 tours              | 17     |        |
| Abd. | 7  | Rolf Stommelen           | Brabham-Alfa Romeo | 41    | Distribution d'essence | 11     |        |
| Abd. | 34 | Hans-Joachim Stuck       | March-Ford         | 23    | Accident               | 6      |        |
| Abd. | 5  | Mario Andretti           | Lotus-Ford         | 23    | Accident               | 14     |        |
| Abd. | 11 | James Hunt               | McLaren-Ford       | 11    | Sortie de piste        | 27     |        |
| Abd. | 40 | Larry Perkins            | Boro-Ford          | 8     | Moteur                 | 13     |        |
| Abd. | 8  | Carlos Pace              | Brabham-Alfa Romeo | 4     | Moteur                 | 3      |        |
| Abd. | 12 | Jochen Mass              | McLaren-Ford       | 2     | Allumage               | 28     |        |
| Np.  | 25 | Guy Edwards              | Hesketh-Ford       | 0     | Non partant            | 23     |        |
| Np.  | 20 | Arturo Merzario          | Wolf-Williams-Ford |       | Non partant            |        |        |
| Np.  | 39 | Otto Stuppacher          | Tyrrell-Ford       | 0     | Non partant            |        |        |

Légende :
- Abd.=Abandon

## Pole position et record du tour
- Pole position : Jacques Laffite en 1 min 41 s 35 (vitesse moyenne : 206,019 km/h).
- Meilleur tour en course : Ronnie Peterson en 1 min 41 s 3 au 50e tour (vitesse moyenne : 206,120 km/h).

## Tours en tête
- Jody Scheckter : 10 (1-10)
- Ronnie Peterson : 42 (11-52)

## À noter
- 8e victoire pour Ronnie Peterson.
- 3e victoire pour March en tant que constructeur.
- 93e victoire pour Ford Cosworth en tant que motoriste.
- À la suite du retour-surprise de Niki Lauda après son accident au Nürburgring, trois Ferrari étaient présentes sur la grille de départ pour Lauda, Regazzoni et Reutemann (remplaçant initial de Lauda).